# 郭森若

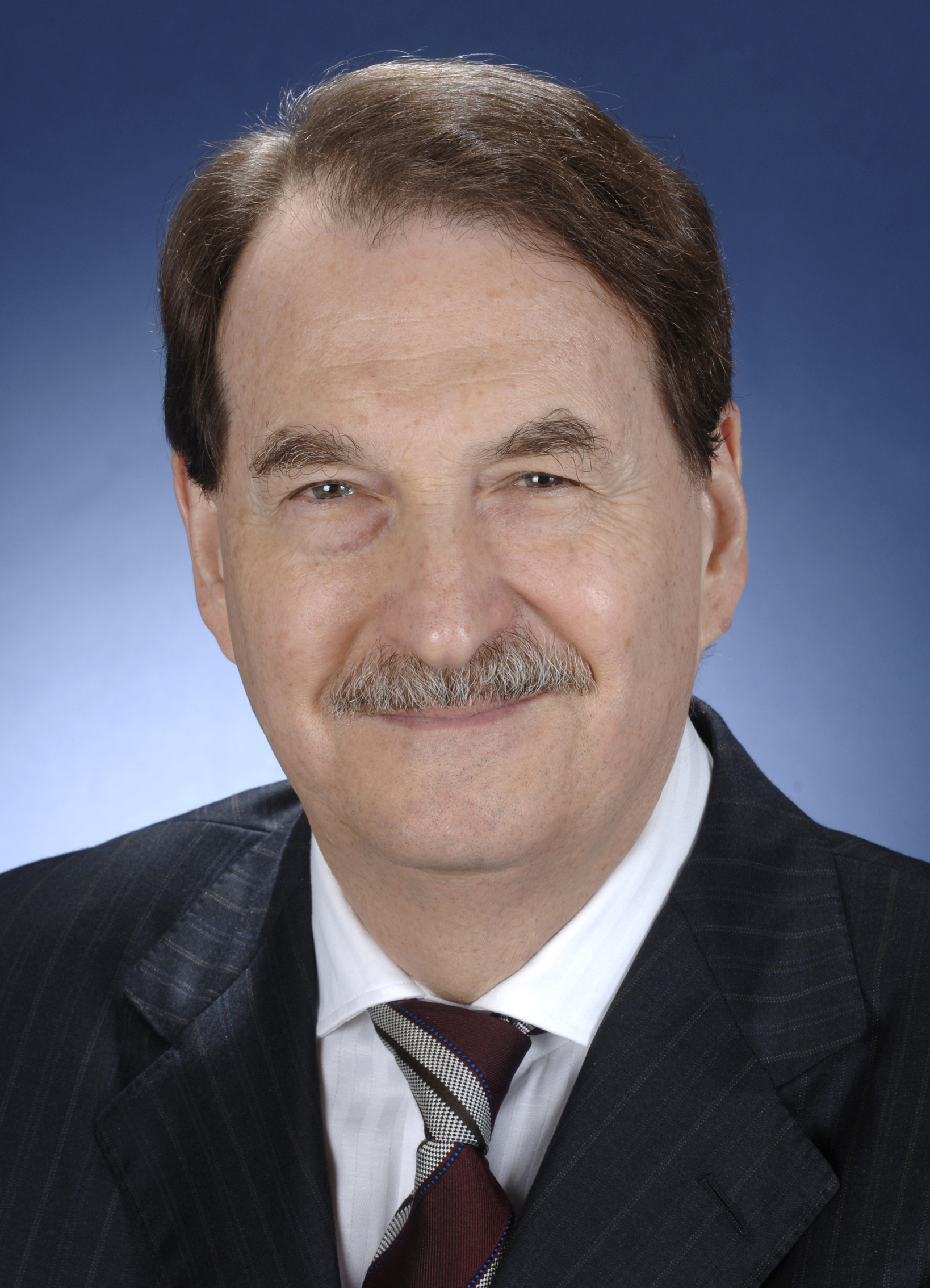
攝於2008年11月21日

郭森若，澳大利亞外交官，於2009年至2013年間任駐韓國大使，負責澳洲在韓、朝及蒙古國的外交事宜。郭森若歷任台北澳大利亞商工辦事處代表及澳洲駐上海總領事館總領事，並三度於駐華大使館工作，會說流利的中文及日文，是一位東亞事務的專家。在擔任駐韓國大使前，曾於外交部任外交保安暨資訊管理勤務科、北亞科首席助理秘書，早年亦曾在東京和香港任職。他是雪梨大學的畢業生，亦曾在香港中文大學修讀中國研究文憑。2009年3月，調任駐韓國大使。
郭森若在第二次世界大战期間的上海出生，他的妻子Cecilia在西安出生，所以一家人都跟中國有很深厚的淵緣。在擔任駐上海總領事期間，亦曾擔任武漢科技大學的客席教授。

## 外部連結
- [澳大利亞駐大韓民國大使]. Australian Government: Department of Foreign Affairs and Trade.   [2009-04-09]. （原始内容存档于2013-05-07） （英语）.